# Demo (muziek)
Een demo is een geluidsopname. Het woord is afgeleid van het Engelse demonstration. Aanvankelijk verwees het begrip naar het opnemen van ideeën, thuis of in de studio.
Het begrip 'demo' wordt echter vaker gebruikt voor opnamen in eigen beheer. Met name binnen de popmuziek brengen beginnende artiesten een demo uit die ze zelf opnemen en bekostigen. Het resultaat brengen ze onder de aandacht van popzalen en vooral platenmaatschappijen, in de hoop dat die de volgende opnamen bekostigen.
Platenmaatschappijen hebben grotere budgetten voor opnamen beschikbaar. In vergelijking met officiële cd's kunnen demo's dus soms matig klinken. Toch hebben heel wat artiesten een platencontract kunnen tekenen naar aanleiding van hun demo. Tot de opkomst van de cd-r waren veel demo's cassettebandjes. Tegenwoordig is het gemakkelijker en goedkoper dan twintig jaar terug om een demo professioneel te laten klinken. Meer en meer jonge artiesten omzeilen de platenmaatschappijen en zetten hun demo's op het internet.